# Erica zitzikammensis
Erica zitzikammensis är en ljungväxtart som beskrevs av Dulfer. Erica zitzikammensis ingår i släktet klockljungssläktet, och familjen ljungväxter. Utöver nominatformen finns också underarten E. z. glutinosa.